# ماريا غونزاليس
ماريا غونزاليس (بالإسبانية: María González)‏ هي منافسة ألعاب القوى فنزويلية، ولدت في 28 مارس 1982.

## وصلات خارجية
- ماريا غونزاليس على موقع الاتحاد الدولي لألعاب القوى (الإنجليزية)
- ماريا غونزاليس على موقع أوليمبيديا (الإنجليزية)